# Dipcadi montanum
Dipcadi montanum là một loài thực vật có hoa trong họ Măng tây. Loài này được (Dalzell) Baker mô tả khoa học đầu tiên năm 1870.